# Augusto Cambón
Augusto Cambón Rosas (Montevideo, 17 gennaio 2005) è un calciatore uruguaiano, attaccante del Defensor Sporting.

## Caratteristiche tecniche
È un centravanti.

## Carriera
Cambón è cresciuto nel settore giovanile del Defensor Sporting, con cui ha debuttato il 19 febbraio 2023 nell'incontro di Primera División vinto 1-0 contro il La Luz proprio grazie ad una sua rete al 95'.

## Statistiche

### Presenze e reti nei club
Statistiche aggiornate al 29 aprile 2024.
| Stagione        | Squadra           | Campionato      | Campionato | Campionato | Coppe nazionali | Coppe nazionali | Coppe nazionali | Coppe continentali | Coppe continentali | Coppe continentali | Altre coppe | Altre coppe | Altre coppe | Totale | Totale | Totale |
| Stagione        | Squadra           | Comp            | Pres       | Reti       | Comp            | Pres            | Reti            | Comp               | Pres               | Reti               | Comp        | Pres        | Reti        | Pres   | Reti   |        |
| --------------- | ----------------- | --------------- | ---------- | ---------- | --------------- | --------------- | --------------- | ------------------ | ------------------ | ------------------ | ----------- | ----------- | ----------- | ------ | ------ | ------ |
| 2023            | Defensor Sporting | PD              | 15         | 2          | CU              | 1               | 0               | CS                 | 0                  | 0                  |             | -           | -           | 16     | 2      |        |
| 2024            | Defensor Sporting | PD              | 5          | 0          | CU              | 0               | 0               | CL                 | 0                  | 0                  | SU          | 1           | 0           | 6      | 0      |        |
| Totale carriera | Totale carriera   | Totale carriera | 20         | 2          |                 | 1               | 0               |                    | 0                  | 0                  |             | 1           | 0           | 22     | 2      |        |